# Phoca largha
La foca maculata (Phoca largha Pallas, 1811) è una specie della famiglia dei Focidi. Abita le banchise e le acque del Pacifico settentrionale e dei mari adiacenti. Vive soprattutto lungo la piattaforma continentale dei mari di Beaufort, dei Chukchi, di Bering e di Okhotsk e nelle regioni settentrionali del mar Giallo, ma durante le migrazioni si sposta più a sud, fino a raggiungere le acque prospicienti la costa settentrionale della provincia coreana dello Hwanghae e le regioni occidentali del mar del Giappone. Quando il mare è libero dai ghiacci, in estate e autunno, periodo durante la quale si accoppia e dà alla luce i piccoli, la foca maculata si incontra anche in Alaska, dalle regioni sud-orientali della baia di Bristol fino a Demarcation Point. Nel mare di Beaufort, invece, vivono popolazioni meno consistenti. Talvolta viene scambiata per la foca comune, sua stretta parente, e nelle zone in cui gli areali di entrambe le specie si sovrappongono questi animali si incontrano spesso insieme.
La riduzione della banchisa artica causata dal riscaldamento globale potrebbe in futuro spingere la foca maculata verso l'estinzione. Gli studi condotti dagli esperti della NOAA sulla consistenza delle popolazioni, tuttavia, hanno rivelato che per ora le foche maculate presenti nelle acque dell'Alaska non corrono alcun pericolo.

## Etimologia
Il nome scientifico dell'animale origina dal termine greco phoce («foca») e da larga, nome con il quale esso è noto presso i Tungusi della Siberia. Il nome comune, invece, si deve alla serie di macchie scure, di forma irregolare, tipiche di questa foca. Gli Eschimesi dell'Alaska la chiamano issuriq (nella lingua degli Yup'ik dell'Alaska centrale), gli Yupik dell'isola di San Lorenzo gazigyaq e gli Inupiaq qasigiaq.

## Descrizione

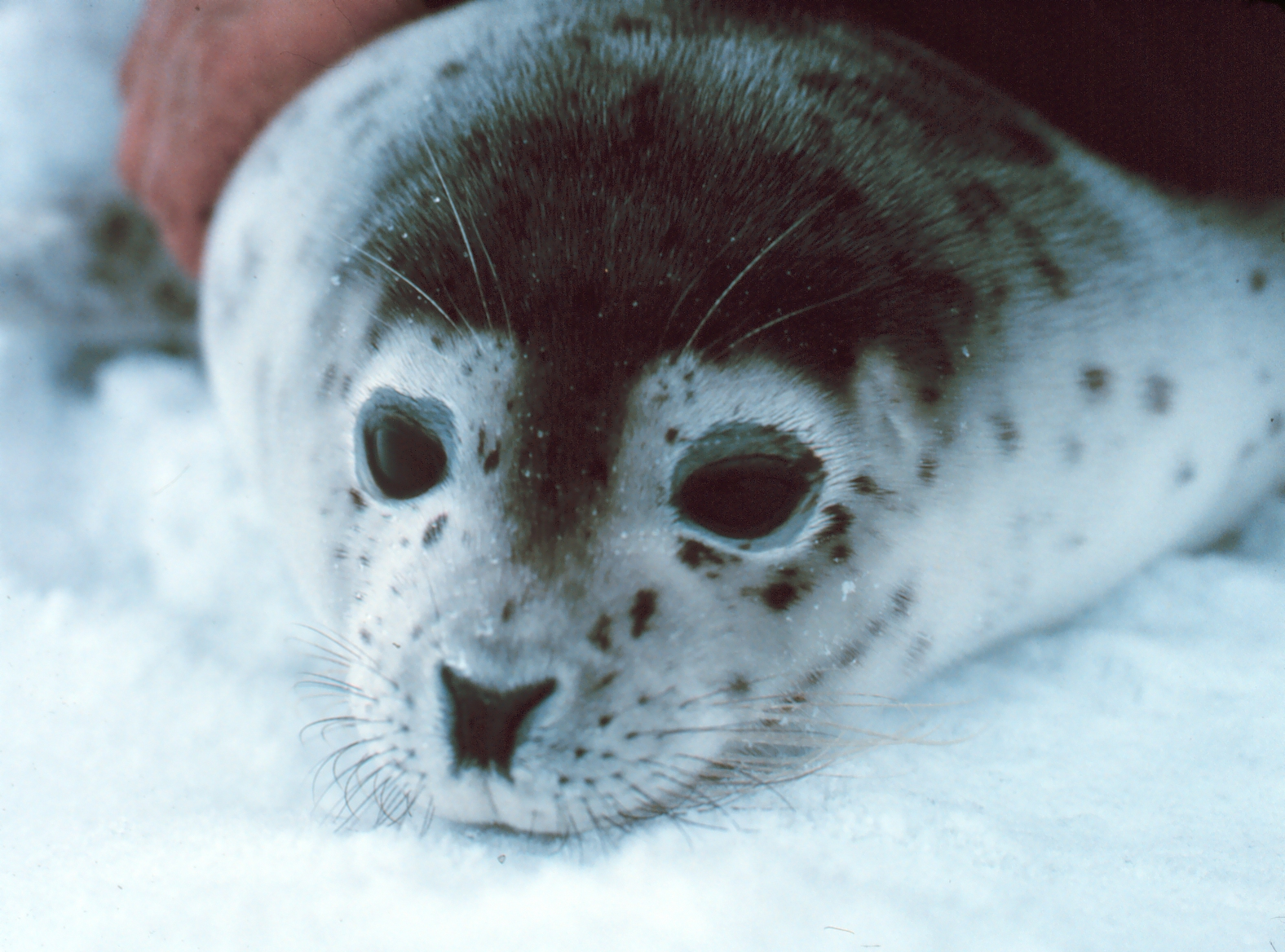
La foca maculata ha un muso sottile simile a quello di un cane.

Rispetto ad altre foche, quella maculata presenta dimensioni intermedie, con esemplari adulti di ambo i sessi che pesano generalmente 81–109 kg e misurano 150–210 cm di lunghezza, all'incirca la stazza di una foca comune o di una foca dalle fasce. La testa della foca maculata è rotonda, con un muso sottile che ricorda quello di un cane.
La foca maculata ha un corpo relativamente piccolo e natatoie posteriori brevi che spingono l'animale quando esso è in acqua, mentre le piccole natatoie anteriori fungono da timoni. Il folto mantello varia nella colorazione dall'argento fino al grigio e bianco ed è caratterizzato da macchie irregolari scure che spiccano nettamente su uno sfondo più chiaro e che ricoprono interamente il corpo. Maschi e femmine differiscono ben poco in quanto a forma e dimensione. Nei luoghi dove l'areale di questa specie si sovrappone a quello della foca comune, come nella baia di Bristol, in Alaska, viene spesso scambiata per quest'ultima. Come la foca comune, anche quella maculata ha 34 denti.

## Distribuzione e habitat
Le foche maculate vivono in acque artiche e subartiche, spesso ai margini esterni della banchisa durante la stagione della riproduzione. Tendono a evitare le acque dove il pack è più spesso. Nei mesi estivi si spingono in oceano aperto o in acque costiere.
La specie viene suddivisa in tre popolazioni. Quella presente nel mare di Bering comprende circa 100.000 esemplari stanziati presso le coste della Kamčatka, nel golfo dell'Anadyr e nelle acque dell'Alaska (unica popolazione presente in territorio statunitense). Una seconda popolazione, costituita anch'essa da circa 100.000 unità, si riproduce nel mar del Giappone e nel mare di Ochotsk. Una terza popolazione più meridionale, comprendente solo 3300 capi, è stanziata nella baia del Liaodong (Cina) e nella baia di Pietro il Grande (Russia). Vi è inoltre una popolazione più esigua di 300 esemplari nelle acque al largo dell'isola di Baengnyeong, situata nell'estremità settentrionale delle coste occidentali della Corea del Sud.

## Biologia
Le foche maculate sono relativamente timide e l'uomo riesce ad avvicinarle solo con difficoltà. Sono generalmente solitarie, ma durante la stagione dell'allevamento dei piccoli e della muta divengono gregarie e si radunano in gruppi numerosi sulla banchisa o, in mancanza di ghiaccio, sulla terraferma. In Alaska i gruppi più numerosi si trovano nella laguna di Kasegaluk lungo le coste del mare dei Chukchi, nei pressi di Capo Espenburg nello stretto di Kotzebue, e sui banchi di sabbia della baia di Kuskokwim, dove si possono radunare varie migliaia di esemplari.
La maturità sessuale viene raggiunta all'età di quattro anni. La stagione della riproduzione va da gennaio a metà aprile. Il picco delle nascite si ha intorno a metà marzo. Si ritiene che le foche maculate siano monogame, sebbene cambino partner a ogni stagione degli amori, e ogni anno si formano «famiglie» composte da un maschio, da una femmina e dal suo piccolo, che nasce dopo un periodo di gestazione di 10 mesi. Alla nascita i piccoli misurano 100 cm di lunghezza e pesano circa 11 kg. Essi vengono svezzati dopo sei settimane. La durata di vita massima della foca maculata è di 35 anni, ma sono ben pochi gli esemplari che superano i 25 anni.
Quando vanno in cerca di cibo, costituito da numerose creature dell'oceano, le foche maculate si immergono fino a 300 m di profondità. Gli esemplari giovani si nutrono prevalentemente di krill e di piccoli crostacei, mentre gli adulti consumano una vasta gamma di pesci, comprese aringhe, merluzzi dell'Artico, merlani e capelani. Non sembrano essere animali molto vocali, sebbene non si conosca granché dei loro vocalizzi. Sembrano emettere più richiami quando si radunano insieme per effettuare la muta. Quando un esemplare si avvicina a questi gruppi, gli altri componenti emettono vari richiami, come brontolii, latrati, lamenti e ruggiti.

## Conservazione
Il 28 marzo del 2008 gli studiosi statunitensi dell'Amministrazione Nazionale Oceanica ed Atmosferica (NOAA) iniziarono una campagna di studi, per conto della Legge per le Specie Minacciate (Endangered Species Act, ESA), per valutare lo stato di conservazione della specie. Dopo 18 mesi di studi, gli studiosi della NOAA annunciarono, il 15 ottobre del 2009, che due delle tre popolazioni di foca maculata, presenti in Alaska e nelle zone adiacenti, contano in tutto 200.000 esemplari e non corrono alcun rischio di estinzione, né ora né nell'«immediato futuro», nonostante il riscaldamento globale abbia già causato la perdita di buona parte dei ghiacci artici. L'annuncio dichiarava: «Noi non prevediamo che le fluttuazioni dei ghiacci marini previste possano influire più di tanto su questa specie da doverla considerare minacciata».
In Corea del Sud, le foche dagli anelli sono state dichiarate Monumento Naturale n° 331 e specie minacciata di seconda categoria. Questo è dovuto al fatto che gli esemplari stanziati nel Paese si spostano ogni anno, per riprodursi, verso Dalian, in Cina, dove varie migliaia di esemplari vengono abbattuti per i genitali e la pelle, venduti sul mercato nero per essere impiegati nella medicina cinese. Un'associazione ambientalista, denominata Green Korea United, sta attualmente facendo pressione sui governi locali cinesi per impedire lo sterminio perpetrato dai pescatori cinesi.
Tre fratellini di foca sono stati scelti come mascotte per i Giochi Asiatici di Incheon del 2014.